# 画眉河
画眉河，位于中国广西壮族自治区南部，是郁江右岸支流，上游称北合江，发源于兴业县小平山镇四塘村，向西北流经洛阳镇新成水库，出库后先向西再转北流，过高峰镇大同村后进入桂平市境，以下河段始称“画眉河”。画眉河在桂平市向西北流，沿桂平市与贵港市港南区边界，于桂平市大湾镇画眉屯北汇入郁江。河长70千米，流域面积447平方公里。年均径流量1.69亿立方米。下游贵港市东津镇和桂平市大湾镇盛产优质大米和芹菜。